# Вупатки
Национальный монумент «Вупатки» (англ. Wupatki National Monument) находится в северно-центральной части Аризоны около города Флагстафф, и представляет собой многочисленные руины индейской цивилизации анасази (древних пуэбло). Внесён в перечень Национальных исторических мест США 15 октября 1966 года. Название памятника на языке навахо — Anaasází Bikin — буквально переводится как «дом врагов», откуда и пошло название культуры анасази.
Многочисленные поселения, руины которых разбросаны по территории национального монумента, были сооружены древними пуэбло — индейцами племён синагуа, кохонина и кайента-анасази. Основной приток населения начался вскоре после извержения кратера Сансет в XI веке, покрывшего долину вулканическим пеплом; это повысило плодородность почвы и её способность удерживать воду. Как показали археологические исследования, проведенные в 1980-е годы, в XII веке на эти земли прибыло около 2000 мигрантов. Их сельское хозяйство было основано на кукурузе и тыкве, которые они выращивали в местных засушливых условиях без ирригации.
Жилища, стены которых ещё сохранились, были сооружены из плоских красных камней, скрепленых известковым раствором. Каждое поселение представляло собой цельное здание, иногда состоявшее из нескольких комнат. Здесь же обнаружено поле для игры в мяч, пришедшей в эти места из Центральной Америки и распространённой также у культуры Хохокам на юге Аризоны. Стадион в Вупатки — самый северный пример стадиона для данной игры.
Под Вупатки находятся огромные пустые пространства объёмом более чем 200 миллионов кубических метров, а через дыхала на поверхность часто оттуда вырывается воздух, достигая скорости в 48 км/ч.

Wupatki Ruins
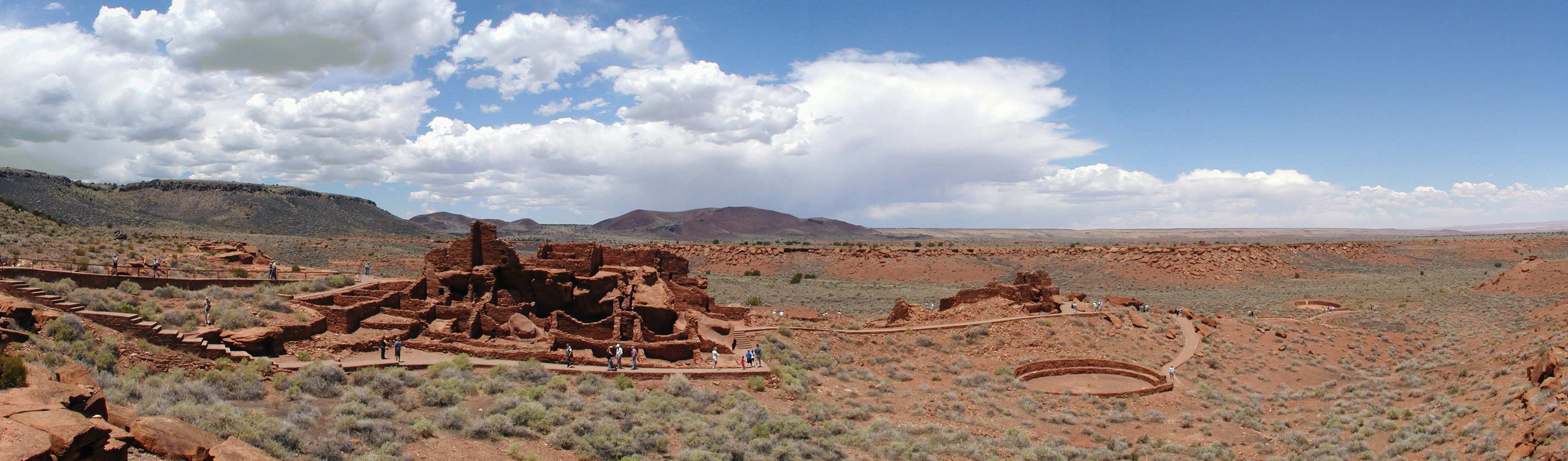
Панорама комплекса Вупатки
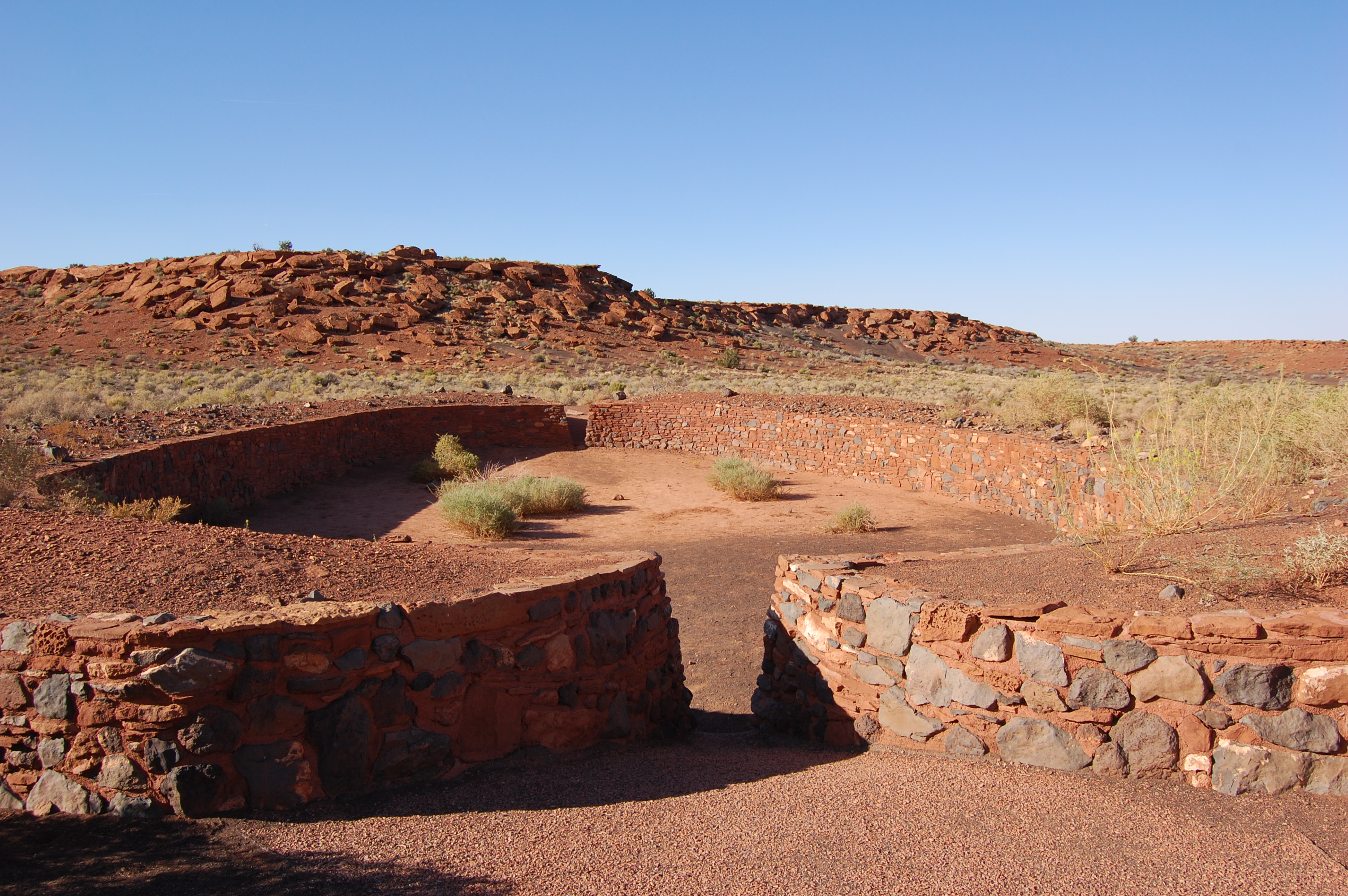
Поле для игры в мяч
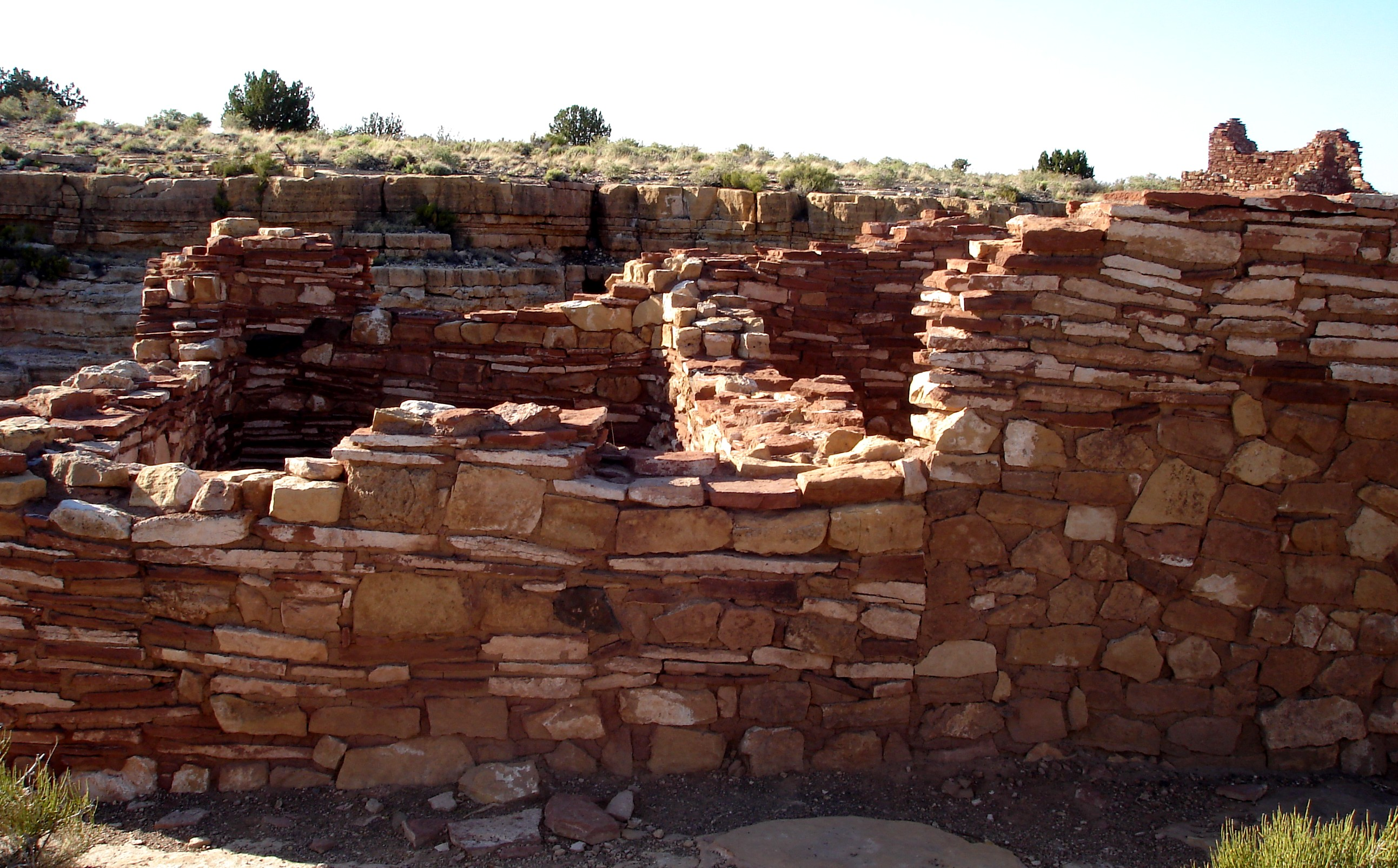
Руины в Бокс-Каньоне